# پیکرینگ، یورک‌شر شمالی
latitudeپیکرینگ، یورک‌شر شمالیlongitudeپیکرینگ، یورک‌شر شمالی
پیکرینگ، یورک‌شر شمالی (به انگلیسی: Pickering, North Yorkshire) یک منطقهٔ مسکونی در انگلستان است که در یورکشایر و هامبر واقع شده‌است.

## خصوصیات
پیکرینگ ۶٬۸۴۶ نفر جمعیت دارد.